# Katrine Reinholdt
Katrine Reinholdt Rasmussen (født 1994) er en dansk atlet medlem af Amager AC.
Katrine Reinholdt vandt som 17-årig bronze ved inde-DM på 1500 meter 2011. Hun trænes af Peter Klok.

## Danske mesterskaber
- Bronze 2011 1500 meter-inde 4,50,16

## Personlige rekord
- 400 meter: 60.01 Skive Stadion 14. august 2010
- 800 meter: 2,11,84 Gøteborg, Sverige 2. juli 2010
- 1500 meter: 4,38,29 Akureyri, Island 28/08 2010
- 800 meter-inde: 2,15,08 945 Sparbank Arena i Skive 7. marts 2010
- 1500 meter-inde: 4,50,16 Sparbank Arena i Skive 19. februar 2011